# Capo Nord
Capo Nord és una pel·lícula italiana del 2003 dirigida per Carlo Luglio. És el viatge de quatre adolescents que decideixen fer un viatge a Cap Nord per canviar les seves vides. Allà fan un viatge vital, on tenen l'oportunitat de madurar.

## Argument
Quatre joves napolitans, impulsats pel somni del cop que podria arreglar la resta de les seves vides, encara tan precaris i insatisfets, es veuen involucrats en una aventura amb trets pirates i implicacions tragicòmiques a la llunyana Noruega.
Arribar a final de mes per aquells que no són delinqüents endurits, però que ni tan sols han tingut contacte amb el dur món de la classe obrera, demostra ser el punt de partida d'una sèrie de trames i experiències que obligaran els joves a créixer i prendre el control de consciència de la pròpia condició socioexistencial. L'amor, el treball, la trobada amb la diversitat i la mort forjaran les ànimes dels quatre, protagonistes d'un crim sense càstig, obligats a fer front a l'expiació dels seus propis sentiments de culpa, en un fosc i inquietant Nord d'Europa. La trobada amb altres cultures i ètnies serà fonamental per traspassar el llindar entre l'adolescència ostentosa i la maduresa inesperada.

## Repartiment
- Francesco Vitiello: Francesco
- Luca Riemma: Fofó
- Emanuele Valenti: Ettore
- Alberto Cretara: Jenny
- Stig Henrik Hoff: Laurence
- Ingar Helge Gimle:Jack
- Sofian Guermi: Abdu
- Ella Ege Bye: Carolyne

## Reconeixements
- Festa del Cinema di Roma: 2002; Premi Opera Prima
- Festival Internacional de Cinema de Brooklyn: 2003; Spirit Award e Best male Actor
- LAIFAFEST: (Los Angeles, 2003); Millor pel·lícula italiana
- XXIV edició de la Mostra de València: 2003; Palmera d'argent[3]